# كيفن تشان-يو-تين
كيفن تشان-يو-تين هو لاعب كرة قدم كندي في مركز الوسط، ولد في 11 يوليو 1990 في مونتريال في كندا. لعب مع نادي شركة طاقة تايوان.

## وصلات خارجية
- كيفن تشان-يو-تين على موقع قاعدة بيانات كرة القدم.إي يو (الإنجليزية)